# WLGS
Wlgs (estilizado en mayúsculas como WLGS) es el primer álbum de estudio del rapero puertorriqueño YOVNGCHIMI. Fue publicado el 8 de diciembre de 2023 bajo el sello independiente Glizzy Gvng junto a Encore Recordings.

## Antecedentes
El artista venía anunciando el título en ese año, que es la abreviación de Whole Lotta Gang Shit (Mucha mierda de pandillas en Español). El artista ese año publicó los sencillos «Full of Diamonds», «Baby» junto a Lunay, «Switch» con Bryant Myers y «Tu$$i» junto a Dei V que formarían parte del disco. Además agregó dos títulos exitosos que había sacado anteriormente, estos fueron «Baby Father 2.0» con Myke Towers, Ñengo Flow, Arcángel y Yeruza y «Baby Glock».

## Lanzamiento y recepción
El álbum fue publicado el 8 de diciembre de 2023, con un total de 16 canciones y las colaboraciones de French Montana, Ozuna, Tay Keith, SleazyWorld Go, Myke Towers, Ñengo Flow, Arcangel, Yeruza, Lunay, Amarion, Bryant Myers, Dei V, y las producciones musicales de Hydro, Foreign Teck y Southside. Los géneros del disco se centran en el trap latino, sin embargo, también vira para el drill, reguetón y dancehall con sonidos de trap. En su primera semana, el proyecto debutó en el puesto número seis del Top Albums Debut Global y Top Álbum Debut USA en Spotify. En la fecha de marzo de 2024, según Rolling Stone el disco tenía más de 100 millones de streams en la misma plataforma.

## Gira
El disco fue presentado en Estados Unidos y México en la temporada de verano de 2024, el rapero se presentó en Miami, Ciudad de México, Filadelfia, Brooklyn y Wallingford. Su equipo de trabajo tenía la intención de hacer giras en Sudamérica y España pero finalmente no sucedió debido a su probatoria.

## Lista de canciones
| WLGS  |                                                                    |          |  |
| N.º   | Título                                                             | Duración |  |
| 1.    | «Glizzy Walk 3»                                                    | 5:01     |  |
| 2.    | «Full of Diamonds»                                                 | 4:24     |  |
| 3.    | «Megvtron»                                                         | 2:51     |  |
| 4.    | «Grave Digger» (con Southside)                                     | 3:02     |  |
| 5.    | «Switch» (con Bryant Myers y Hydro)                                | 2:33     |  |
| 6.    | «TU$$I» (con Dei V)                                                | 2:43     |  |
| 7.    | «Baby» (con Lunay)                                                 | 2:56     |  |
| 8.    | «Bandida Fina» (con Ozuna)                                         | 4:20     |  |
| 9.    | «357» (con SleazyWorld Go)                                         | 2:30     |  |
| 10.   | «Quarter Milly» (con French Montana y Tay Keith)                   | 2:11     |  |
| 11.   | «Baby Glock» (con Hydro)                                           | 2:45     |  |
| 12.   | «Linda» (con Amarion)                                              | 4:00     |  |
| 13.   | «Baby Father 2.0» (con Myke Towers, Ñengo Flow, Arcángel y Yeruza) | 6:45     |  |
| 14.   | «QEPDC» (con Ñengo Flow)                                           | 3:52     |  |
| 15.   | «Suge Knight»                                                      | 8:18     |  |
| 16.   | «Foreign» (con Foreign Teck)                                       | 3:06     |  |
| 61:00 |                                                                    |          |  |